# موتشودي سنتر تشيفز
نادي موتشودي سنتر تشيفز الرياضي هو نادي كرة قدم قائم في غابورون، بوتسوانا، يلعب في دوري بوتسوانا الممتاز وهو أعلى بطولة في بوتسوانا. تأسس عام 1972، ويعد واحدًا من أنجح الفرق البوتسوانية.

## الإنجازات
- دوري بوتسوانا الممتاز: 4

2007–08, 2011–12, 2012–13, 2014–15.
- كأس بوتسوانا: 2

1991, 2008.
- كأس أورانج كابيلانو الخيرية: 4

1997, 2005, 2008. 2013
- وصيف دوري بوتسوانا الممتاز: 4

2006–07، 2008–09، 2009–10، 2010–11

## المشاركات في البطولات الأفريقية
- كأس الاتحاد الأفريقي للأندية: 2 مشاركتين

1997 - الدور الثاني
2000 - الدور الأول
- كأس أفريقيا للأندية أبطال الكؤوس: 1 مشاركة واحدة

1992 - الدور الأول